# Aspidolasius
Aspidolasius là một chi nhện trong họ Araneidae.